# Oligotrichum nepalense
Oligotrichum nepalense là một loài rêu trong họ Polytrichaceae. Loài này được G.L. Sm. mô tả khoa học đầu tiên năm 1976.